# Lixo (cidade)

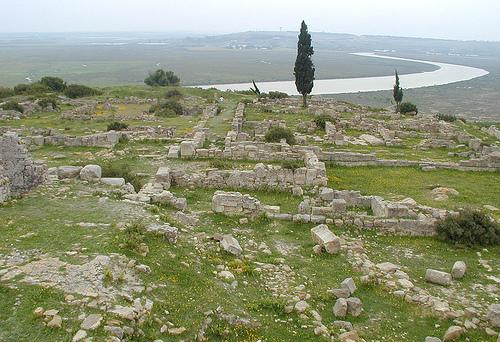
Ruínas de Lixo

Lixo (em latim: Lixus; pron. Lícso) era uma cidade da Antiguidade localizada no território do atual Marrocos, a norte do porto moderno de Larache, às margens do rio Lucos (Loukkos). Era uma das principais cidades da província romana da Mauritânia Tingitana.
De acordo com diversos autores, teria sido um dos primeiros sítios habitados na região ocidental do mar Mediterrâneo, com um período de ocupação que foi aproximadamente do século VIII a.C. ao século IV d.C.
O sítio foi escavado continuamente, de 1948 a 1969. Na década de 1960 Lixo foi restaurada; em 1989, após uma conferência internacional sobre a história e a arqueologia da cidade, que reuniu diversos cientistas, especialistas, historiadores e arqueólogos de todo o Mediterrâneo, o sítio foi parcialmente fechado, e uma grande obra foi realizada para estudar seus mosaicos. Um destes, com cerca de sessenta metros, mostra o deus do mar, Posídon. Além dos mosaicos, também se descobriu no local um complexo religioso constituído de diversos templos, um bairro residencial romano e pré-romano e uma zona industrial onde se produzia sal.
A cidade ocupava uma área de cerca de 75 hectares; as zonas escavadas constituem apenas aproximadamente 20% de sua extensão original. A estratigrafia do local mostrou cinco grandes fases: a fenícia, a púnica, a mauritana, a romana e a pós-romana, além de uma fase posterior, a islâmica.
O sítio foi adicionado à lista de candidatos ao Patrimônio da Humanidade, da UNESCO, em 1 de julho de 1995.